# Lunen
Lunen is een buurtschap in de Nederlandse gemeente Wijchen, gelegen in de provincie Gelderland. De buurtschap behoort bij het dorp Alverna. Lunen ligt aan de N324 tussen Alverna en Nederasselt.
Dorpen: Alverna · Balgoij · Batenburg · Bergharen · Hernen · Leur · Niftrik · Wijchen

Buurtschappen: Boskant · Bullenkamp · Den Hoef · Heiveld · Hoogbroek · Klispoel · Laak · Lienden · Lunen · Teersdijk · Wezel

Voormalige dorpen: Woezik

Gelderland: Steden en dorpen in Gelderland      Nederland: Provincies · Gemeenten